# Chicala
Chicala é uma vila e comuna angolana que se localiza na província do Bié, pertencente ao município do Cuíto.
Possui uma subestação elétrica, com tecnologia de isolamento a gás, que é fundamental para garantir a fiabilidade do fornecimento de energia à região central e do centro-norte da nação.